# FoC Farsta
FoC Farsta är en idrottsförening i Farsta. Klubben bildades den 1 november 1977 genom en sammanslagning av Farsta AIK och IF Cobran. Klubben bedriver bowling, fotboll och ishockey. Klubbens damlag i ishockey blev svenska mästarinnor 1995 och 1997.
Klubbens hemmaarena är Farsta IP, där det finns fotbolls- och ishockeyarena.
FoC Farstas herrfotbollslag spelar säsongen 2025 i Division 2 södra Svealand.
FoC Farstas damlag spelar för närvarande (2025) i division 4.
Damerna tränas av Sofia Hammarlund och Thomas Duvsjö.